# Edy Schütz
Pour les articles homonymes, voir Schutz.
Edy Schütz, né le 15 mai 1941 à Tétange, est un ancien coureur cycliste luxembourgeois.

## Biographie
Professionnel de 1965 à 1971, il remporte six fois le titre de champion du Luxembourg sur route de 1966 à 1971. Il a également remporté la 18e étape du Tour de France 1966, à Chamonix.

## Palmarès et résultats

### Palmarès amateur
- 1961
  - 3e du championnat du Luxembourg sur route amateurs
- 1963
  - 2e du championnat du Luxembourg sur route amateurs
- 1964
  - Flèche du Sud
  - Tour d'Autriche
  - 1re étape (secteur a) du Grand Prix François-Faber
  - Grand Prix Kellen
  - 2e du championnat du Luxembourg sur route amateurs
- 1965
  -  Champion du Luxembourg indépendants
  - Flèche du Sud
  - 2e étape (secteur a) du Grand Prix François-Faber
  - Tour des 2 Luxembourg
  - Grand Prix des Ardennes
  - 2e du Grand Prix François-Faber

### Palmarès professionnel
- 1965
  -  Champion du Luxembourg interclubs
- 1966
  -  Champion du Luxembourg sur route
  - Tour de Luxembourg :
    - Classement général
    - 1re et 2ea (contre-la-montre) étapes

  - 18e étape du Tour de France
- 1967
  -  Champion du Luxembourg sur route
  - 2e étape (secteur a) du Tour de Luxembourg (contre-la-montre)
- 1968
  -  Champion du Luxembourg sur route
  - Tour de Luxembourg
    - Classement général
    - 4eb étape (contre-la-montre)

  - 8e de Milan-San Remo
- 1969
  -  Champion du Luxembourg sur route
- 1970
  -  Champion du Luxembourg sur route
  -  Champion du Luxembourg interclubs
  - Tour de Luxembourg
- 1971
  -  Champion du Luxembourg sur route
  -  Champion du Luxembourg interclubs
  - 3e de la Flèche hesbignonne
  - 7e de la Flèche wallonne
  - 8e du Grand Prix du Midi libre

### Résultats sur les grands tours

#### Tour de France
6 participations
- 1966 : 34e, vainqueur de la 18e étape
- 1967 : abandon (17e étape)
- 1968 : abandon (12e étape)
- 1969 : 15e
- 1970 : 38e
- 1971 : 56e

#### Tour d'Italie
3 participations
- 1967 : abandon (21e étape)
- 1968 : 21e
- 1969 : 30e

#### Tour d'Espagne
2 participations
- 1967 : non-partant (17e étape)
- 1971 : 11e